# 吳羽站
吳羽站（日语：／ Kureha eki */?）是屬於愛之風富山鐵道的鐵路車站，位於日本富山縣富山市。本站以富山市近距離上班人士及學生乘客為主，現時只停靠普通列車。車站編號為08，

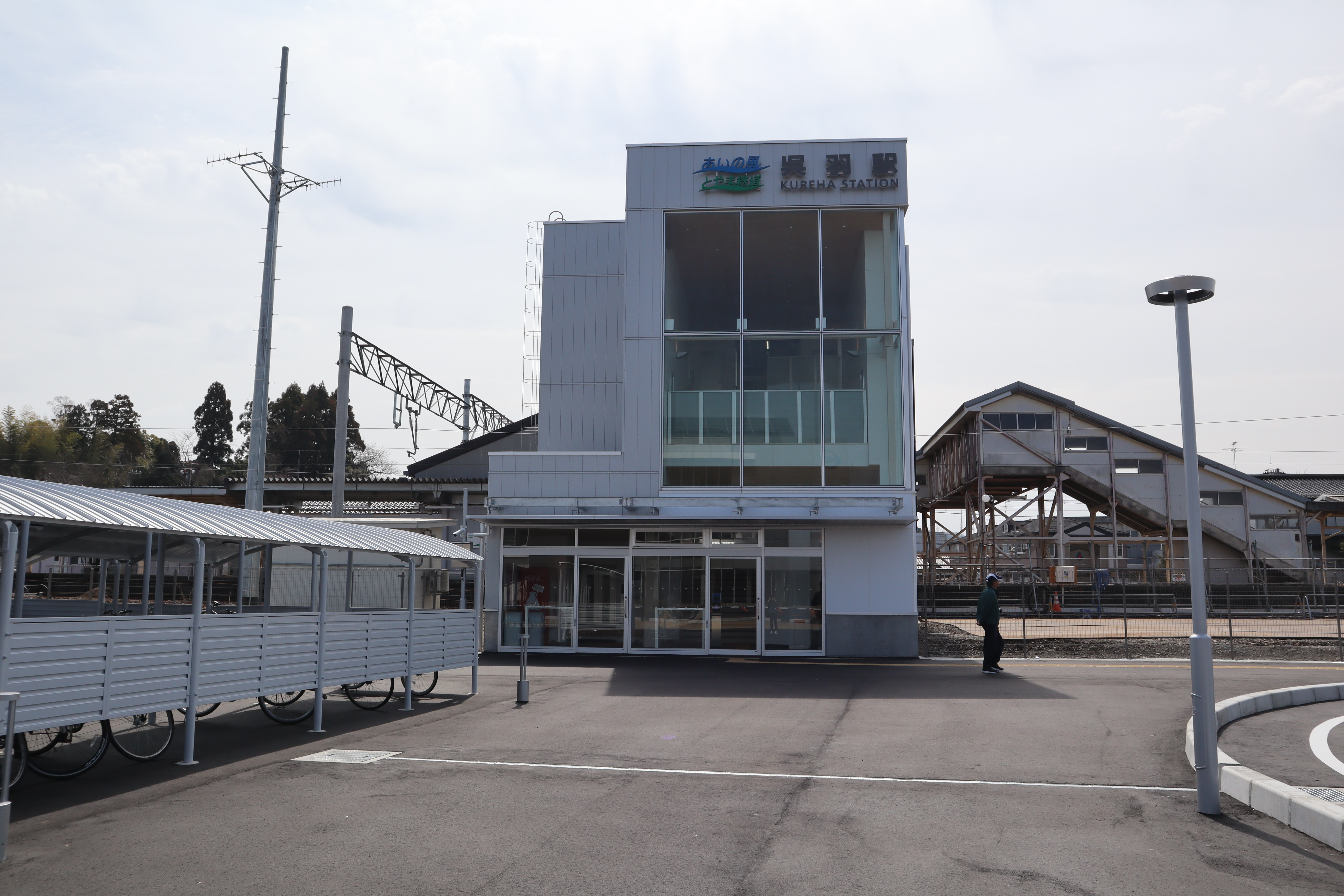
北口(2024年3月)

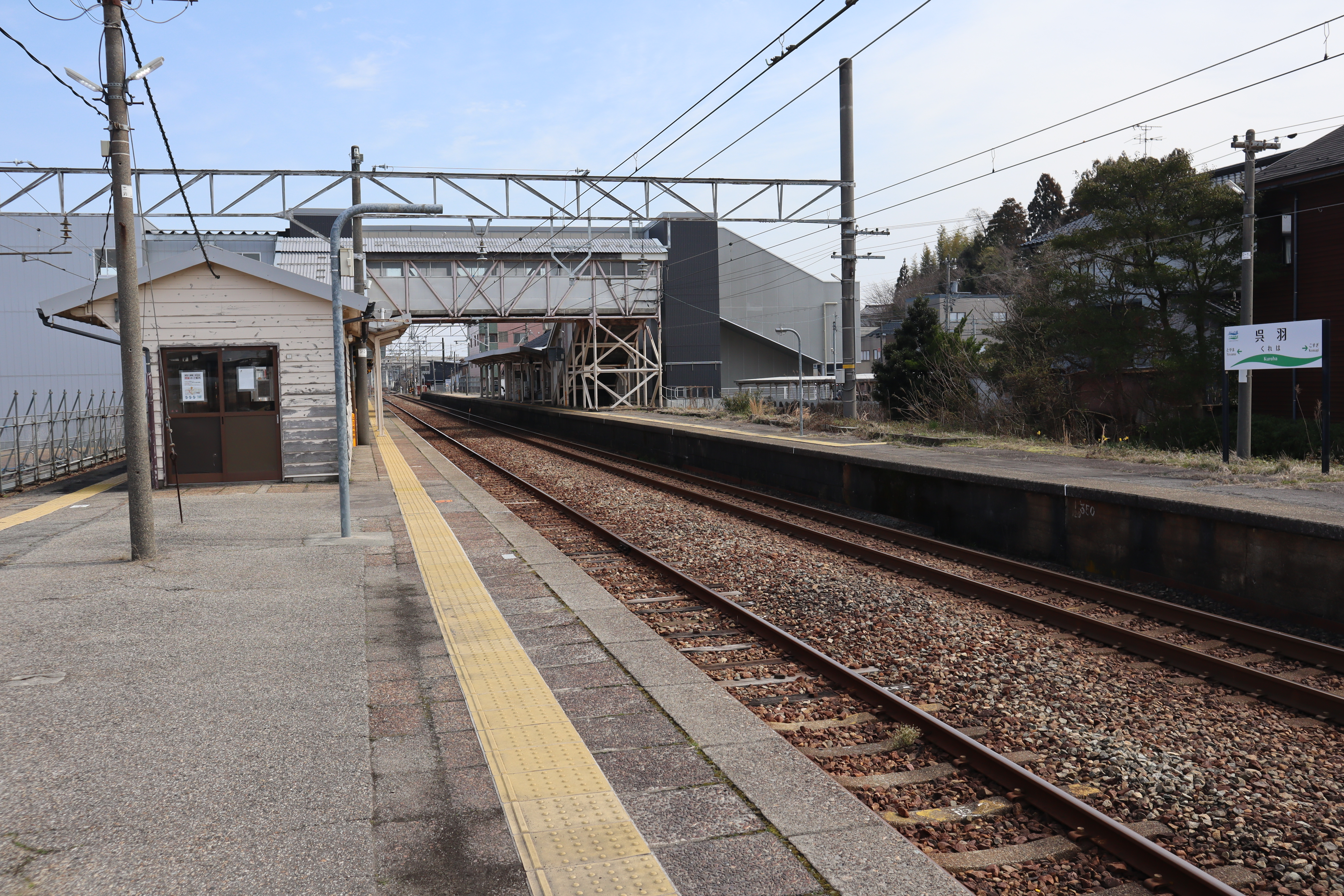
月台(2024年3月)

## 車站構造
本站的站房為單層的木造站房，與東富山站皆自開線時便一直服務至今，屬於近郊野規模較大的站房。站內設有站務室及站員留宿宿舍，1960年代曾經是擁有20多名站員的主要車站。後來人手規模日漸縮減，但每日乘車人數仍有約1700人。本站自JR西日本接手後改為子公司管理的委託站，轉至愛之風富山鐵道管理後仍維持委託制度。
正門設於站房左側，進站後前方即為候車大廳及開放式閘口，右側設有自動售票機1座，前端為售票窗口，JR時期曾設有綠窗口，但在轉換經營權後，愛之風富山鐵道以精簡架構為由，只安排縣內各地區自治體只有1站可保留綠窗口，再加上本站亦非快速列車停車站，因此不獲保留綠窗口，只發售一般車票事宜。驗票閘口採用全開放式設計，窗口旁設有對應ICOCA的入閘感應器，另一邊則為自助增值機。站房外側的屋簷下放置有自動售賣機，至於洗手間則位於站房左邊的獨立建築物，並需進入月台範圍後才可以到達。
站內設有側式月台及島式月台各1座，共提供2面3線的配置。在JR時期，中間的2號月台主要是供普通列車避車，以讓出上、下主線讓特急列車通過。富山站進行高架化工程時需要暫時停駛時，2號月台也作為下行方向的臨時總站。愛之風富山鐵道接手後，避車的次數大減，因而大部份列車都能於1號或3號月台乘降，2號月台現時只剩下上、下行各1班列車才會使用。
月台之間透過2條行人天橋連接，皆位於向小杉站方向一方。其中較遠1條為升降機專用天橋，另1條則為樓梯上落。

### 月台配置
| 月台 | 路線              | 方向 | 目的地         | 備註         |
| ---- | ----------------- | ---- | -------------- | ------------ |
| 1    | ■愛之風富山鐵道線 | 上行 | 高岡、金澤方向 |              |
| 2    | ■愛之風富山鐵道線 | 上行 | 高岡、金澤方向 | 一部分的列車 |
| 2    | ■愛之風富山鐵道線 | 下行 | 富山、魚津方向 | 一部分的列車 |
| 3    | ■愛之風富山鐵道線 | 下行 | 富山、魚津方向 |              |

## 歷史
- 1908年11月3日：官設鐵道北陸線由小杉站 伸延至富山，開業[3]。
- 1984年2月1日：停止貨物提取服務。
- 1985年3月14日：停止手提行李提取服務。
- 1987年4月1日：日本國鐵分割民營化，車站的營運由西日本繼承。
- 1992年11月：開設綠窗口[4]。
- 2015年：

- 3月14日：北陸新幹線開業，車站的營運由愛之風富山鐵道繼承，綠窗口停止運作。
- 3月26日：導入ICOCA感應器，適用於富山縣內所有愛之風富山鐵道線車站。

- 2024年3月22日，吳羽站啟用新落成的北出入口驗票閘口[6][7][8][9]。

## 利用人數
| 乘降人員推算 | 乘降人員推算                | 乘降人員推算 |
| 年度         | 1日平均人數                 | 出處         |
| ------------ | --------------------------- | ------------ |
| 2004         | 1,724                       |              |
| 2005         | 1,719                       |              |
| 2006         | 1,713                       |              |
| 2007         | 1,720                       |              |
| 2008         | 1,737                       |              |
| 2009         | 1,718                       |              |
| 2010         | 1,745                       |              |
| 2011         | 1,664                       |              |
| 2012         | 1,719                       |              |
| 2013         | 1,725                       | [ 統計 1 ]   |
| 2014         | 1,539（JR） 1,397（愛之風） | [ 統計 4 ]   |
| 2015         | 1,734                       | [ 統計 5 ]   |
| 2016         | 1,703                       | [ 統計 6 ]   |
| 2017         | 1,681                       | [ 統計 7 ]   |
| 2018         | 1,686                       | [ 統計 8 ]   |
| 2019         | 1,675                       | [ 統計 9 ]   |
| 2020         | 1,334                       | [ 統計 10 ]  |
| 2021         | 1,472                       | [ 統計 11 ]  |
| 2022         | 1,556                       | [ 統計 12 ]  |
| 2023         | 1,586                       | [ 統計 13 ]  |

## 相鄰車站
愛之風富山鐵道
■愛之風富山鐵道線
快速「愛之風Liner」
通過
普通
小杉 (07) －吳羽 (08) －富山 (09)

### 統計資料
1. ↑  富山縣統計年鑑 （页面存档备份，存于），第10章，項目10-2。
2. ↑  計算日期為2014年4月1日2015年3月13日。
3. ↑  計算日期為2015年3月14日31日。
4. ↑  10運輸及び通信 （页面存档备份，存于），第11回 富山市統計書：第144頁。
5. ↑  10運輸及び通信 （页面存档备份，存于），第12回 富山市統計書：第144頁。
6. ↑  10運輸及び通信 （页面存档备份，存于），第13回 富山市統計書：第144頁。
7. ↑  10運輸及び通信 （页面存档备份，存于），第14回 富山市統計書：第144頁。
8. ↑  10運輸及び通信 （页面存档备份，存于），第15回 富山市統計書：第128頁。
9. ↑  10運輸及び通信 （页面存档备份，存于），第16回 富山市統計書：第128頁。
10. ↑  10運輸及び通信，第17回 富山市統計書：第126頁。
11. ↑  10運輸及び通信 （页面存档备份，存于），第18回 富山市統計書：第126頁。
12. ↑  10運輸及び通信，第19回 富山市統計書：第138頁。
13. ↑  10運輸及び通信 （页面存档备份，存于），第20回 富山市統計書：第138頁。

## 外部連結
- 愛之風富山鐵道吳羽站公式網頁（页面存档备份，存于） （日語）
- 愛之風富山鐵道吳羽站旅遊指南（页面存档备份，存于） （日語）